# Mike Massey

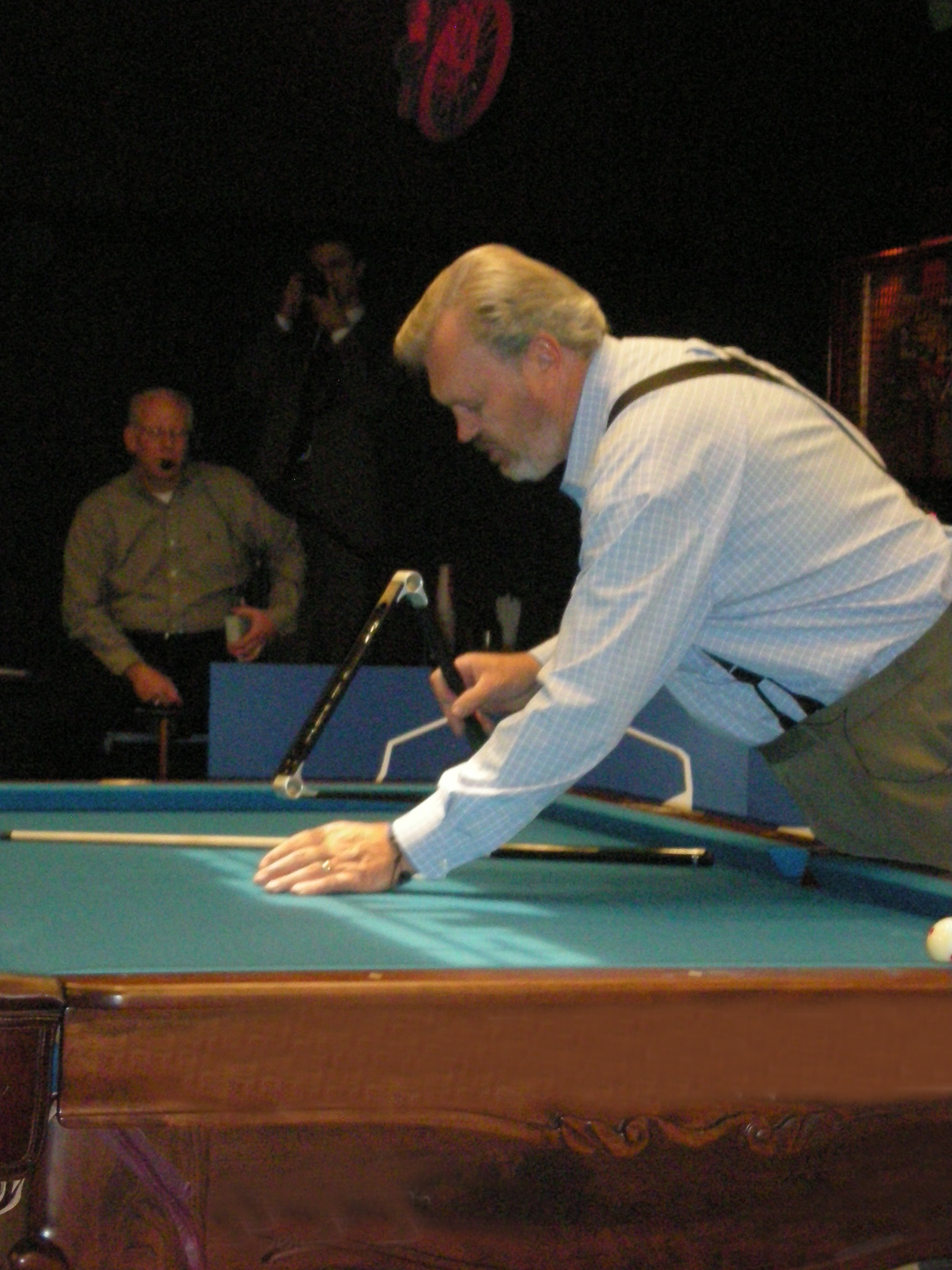
Mike Massey

Michael (Mike) Massey (* 9. April, 1947; Pseudonym: Tennessee Tarzan) ist ein US-amerikanischer Billardspieler und mehrfacher Welt- und Landesmeister.
Sein erstes Profi-Turnier gewann er 1971. Bekannt wurde Mike Massey vor allem durch seine Kunststöße. Besonders in dieser Variante des Billardsports gewann er unter anderem folgende Titel:
| Veranstaltung                       | Jahr                   |
| ----------------------------------- | ---------------------- |
| Snooker Trickshot-Weltmeisterschaft | 1993, 1997, 2005       |
| ESPN – „Trick Shot Magic“           | 2000, 2001, 2003, 2004 |
| APTSA „World Artistic Pool“         | 2000, 2002, 2003       |
| WPA Nord Amerika Artistic Pool      | 2000, 2002             |
| 9-Ball „Masters“ Senioren           | 1997                   |
| Mosconi Cup USA-Teammitglied        | 1995, 1996             |
| 9-Ball USA-Landesmeister            | 1982                   |

Er unternahm eine Reihe ungewöhnlicher Rekordversuche. So versenkte er 8090 Kugeln einhändig spielend. In einem 24 Stunden Billard-Marathon lochte er 11230 Kugeln, also im Schnitt alle 7,7 Sekunden eine. 2005 nahm ihn der Billiard Congress of America wegen besonderer Verdienste in die „Hall of Fame“ auf.
Außerdem spielte er in einem Film Poolhall Junkies (2002) und mehreren TV-Produktionen mit.